# Shima Hideo
Shima Hideo (japanisch 島 秀雄; geboren 20. Mai 1901 in der Präfektur Osaka; gestorben 18. März 1998 in Tōkyō) war ein japanischer Eisenbahn-Ingenieur, bekannt für seine Idee der „Neuen Hauptstrecke“ – Shinkansen.

## Leben und Wirken
Shima Hideo machte seinen Studienabschluss im Fach Maschinenbau der Technischen Fakultät der Universität Tōkyō. Daran anschließend begann er für das Eisenbahnministerium (鉄道省) an der Modernisierung der Bahn zu arbeiten. 1955 wurde er Technischer Direktor und Chefingenieur der Japan National Railways. (国立鉄道). Unter seiner Leitung wurde eine Eisenbahn-Schnellverbindung, zunächst zwischen Tōkyō und Osaka, geplant und realisiert, die „Neue Stammstrecke“, japanisch – Shinkansen (新幹線) unter den Vorgaben:
- vom übrigen Gleisnetz unabhängiger Fahrweg ohne Güterverkehr,
- Normalspurweite, große Kurvenradien und geringe Gradienten, um höhere Reisegeschwindigkeit zu ermöglichen,
- größere Fahrzeugbegrenzungslinie für mehr Platzkomfort.

Nach Eintritt in den Ruhestand übernahm Shima von 1969 bis 1977 die Leitung der „National Space Development Agency“ (NASDA) (heute „Japan Aerospace Exploration Agency“ (JAXA)), der er nach seinem Ausscheiden als Berater verblieb.
1960 wurde Shima mit den „Mainichi-Preis für industrielle Technik“ (毎日工業技術賞, Mainichi kōgyō gijutsu-shō) ausgezeichnet, 1964 erhielt er den Asahi-Preis und 1969 die James-Watt-Medaille in Gold. 1969 wurde Shima als Person mit besonderen kulturellen Verdiensten geehrt und 1994, fast dreißig Jahre später, auch mit dem Kulturorden ausgezeichnet.